# Tovacuçu-xodó
Pita-formigueira-do-ucayali ou tovacuçu-xodó (nome científico: Grallaria eludens) é uma espécie de ave da família Formicariidae.
Pode ser encontrada nos seguintes países: Brasil e Peru.
Os seus habitats naturais são: florestas subtropicais ou tropicais húmidas de baixa altitude.
Está ameaçada por perda de habitat.
Em janeiro de 2025, a ave foi fotografada pela primeira vez na história, pelo biólogo e especialista em aves da Secretaria de Estado do Meio Ambiente (Sema) do Acre, Ricardo Plácido. O local do registro foi o Parque Estadual Chandless, unidade de conservação gerida pela Sema, situada entre os municípios de Manoel Urbano, Sena Madureira e Santa Rosa do Purus, no estado acreano. 